# Parapenaeopsis stylifera
Parapenaeopsis stylifera is een tienpotigensoort uit de familie van de Penaeidae. De wetenschappelijke naam van de soort werd in 1837 voor het eerst geldig gepubliceerd door Henri Milne-Edwards.